# Karl Burger
Karl Schumm Burger (ur. 26 grudnia 1883 w Stuttgarcie, zm. 3 października 1959 we Freudenstadt) – niemiecki piłkarz amator, który grał jako pomocnik i trener. Jako zawodnik wziął udział w Letnich Igrzyskach Olimpijskich w 1912 roku.
Urodził się 26 grudnia 1883 w Stuttgarcie. W 1912 został powołany do reprezentacji na igrzyska olimpijskie w Sztokholmie. Wystąpił w 11 spotkaniach, zdobywając 1 bramkę w wygranym 16-0 spotkaniu przeciwko Imperium Rosyjskiemu.